# Discografia di Young Thug
La discografia di Young Thug è composta da 3 album in studio, una raccolta, 3 EP, 20 mixtape e 68 singoli.

## Album

### Studio
| Anno | Titolo e dettagli | Posizione massima | Posizione massima | Posizione massima | Posizione massima | Posizione massima | Posizione massima | Posizione massima | Posizione massima | Certificazioni                         |
| Anno | Titolo e dettagli | US                | AUS               | BEL (FL)          | CAN               | FRA               | NLD               | NZ                | UK                | Certificazioni                         |
| ---- | --- | ----------------- | ----------------- | ----------------- | ----------------- | ----------------- | ----------------- | ----------------- | ----------------- | -------------------------------------- |
| 2019 | So Much Fun - Data di pubblicazione: 16 agosto, 2019 - Etichetta: YSL, 300, Atlantic - Format: CD, download digitale, streaming | 1                 | 36                | 20                | 1                 | 29                | 9                 | 3                 | 9                 | - US: Platino - CAN: Oro - UK: Argento |
| 2021 | Punk - Pubblicazione: 15 ottobre 2023 - Etichetta: YSL, 300, Atlantic                                                           | 1                 | 26                | 29                | 3                 | 37                | 18                | 15                | 22                |                                        |
| 2023 | Business Is Business - Pubblicazione: 23 giugno 2023 - Etichetta: YSL, 300, Atlantic                                            | 2                 | 36                | 30                | 2                 | 41                | 19                | 7                 | 15                |                                        |

### Compilation
| Anno | Titolo e dettagli | Posizione massima | Posizione massima | Posizione massima |
| Anno | Titolo e dettagli | US                | CAN               | FRA               |
| ---- | --- | ----------------- | ----------------- | ----------------- |
| 2018 | Slime Language (con Young Stoner Life) - Data di pubblicazione: 17 agosto 2018 - Etichetta: YSL, 300, Atlantic - Formati: Download digitale, streaming                   | 8                 | 11                | 96                |
| 2021 | Slime Language 2 (con Young Stoner Life e Gunna) - Data di pubblicazione: 16 aprile 2021 - Etichetta: YSL, 300, Atlantic - Formati: CD, LP, download digitale, streaming | 1                 | 2                 | 40                |

### Mixtape
| Anno                                                                                          | Titolo e dettagli | Posizione massima | Posizione massima | Posizione massima | Certificazioni |
| Anno                                                                                          | Titolo e dettagli | US                | CAN               | FRA               | Certificazioni |
| --------------------------------------------------------------------------------------------- | --- | ----------------- | ----------------- | ----------------- | -------------- |
| 2011                                                                                          | I Came from Nothing - Data di pubblicazione: 8 giugno 2011 - Etichetta: Autoproduzione - Formati: Download digitale                                                               | —                 | —                 | —                 |                |
| 2011                                                                                          | I Came from Nothing 2 - Data di pubblicazione: 20 dicembre 2011 - Etichetta: Autoproduzione - Formati: Download digitale                                                          | —                 | —                 | —                 |                |
| 2012                                                                                          | I Came from Nothing 3 - Data di pubblicazione: 4 luglio 2012 - Etichetta: Autoproduzione - Formati: Download digitale                                                             | —                 | —                 | —                 |                |
| 2013                                                                                          | 1017 Thug - Data di pubblicazione: 23 febbraio 2013 - Etichetta: 1017 Records - Formati: Download digitale                                                                        | —                 | —                 | —                 |                |
| 2014                                                                                          | Black Portland (con Bloody Jay) - Data di pubblicazione: 21 gennaio 2014 - Etichetta: Autoproduzione - Formati: Download digitale                                                 | —                 | —                 | —                 |                |
| 2014                                                                                          | Young Thugga Mane La Flare (con Gucci Mane) - Data di pubblicazione: 20 aprile 2014 - Etichetta: 1017, 101 Distribution - Formati: Download digitale                              | —                 | —                 | —                 |                |
| 2014                                                                                          | World War 3D: The Purple Album (Gucci Mane feat. Young Thug) - Data di pubblicazione: 16 giugno 2014 - Etichetta: 1017, 101 - Formati: Download digitale                          | —                 | —                 | —                 |                |
| 2014                                                                                          | 1017 Thug 2 - Data di pubblicazione: 11 luglio 2014 - Etichetta: 1017, 101 - Formati: Download digitale                                                                           | —                 | —                 | —                 |                |
| 2014                                                                                          | 1017 Thug 3: The Finale - Data di pubblicazione: 29 agosto 2014 - Etichetta: 1017, 101 - Formati: Download digitale                                                               | —                 | —                 | —                 |                |
| 2014                                                                                          | Rich Gang: Tha Tour Pt. 1 (con Birdman e Rich Homie Quan, come Rich Gang) - Data di pubblicazione: 29 settembre 2014 - Etichetta: Cash Money Records - Formati: Download digitale | —                 | —                 | —                 |                |
| 2015                                                                                          | Barter 6 - Pubblicato: 16 aprile 2015 - Etichetta: 300, Atlantic - Formati: Vinile, download digitale                                                                             | 22                | —                 | —                 | - USA: Oro     |
| 2015                                                                                          | Slime Season - Pubblicato: 16 settembre 2015 - Etichetta: YSL - Formati: Download digitale                                                                                        | —                 | —                 | —                 |                |
| 2015                                                                                          | Slime Season 2 - Data di pubblicazione: 31 ottobre 2015 - Etichetta: YSL - Formati: Download digitale                                                                             | —                 | —                 | —                 |                |
| 2016                                                                                          | I'm Up - Pubblicato: 5 febbraio 2016 (US) - Etichetta: Atlantic - Formati: Download digitale                                                                                      | 22                | 98                | —                 |                |
| 2016                                                                                          | Slime Season 3 - Pubblicato: 25 marzo 2016 - Etichetta: 300, Atlantic - Formati: Download digitale                                                                                | 7                 | 30                | —                 | - USA: Oro     |
| 2016                                                                                          | Jeffrey - Pubblicato: 26 agosto 2016 - Etichetta: 300, Atlantic - Formati: Cassette, vinile, download digitale                                                                    | 8                 | 19                | 131               |                |
| 2017                                                                                          | Beautiful Thugger Girls - Pubblicato: 16 giugno 2017 - Etichetta: 300, Atlantic - Formati: Cassette, vinile, download digitale                                                    | 8                 | 34                | 57                | - USA: Oro     |
| 2017                                                                                          | Super Slimey (con Future) - Pubblicato: 20 ottobre 2017 - Etichetta: Epic, 300, Atlantic, YSL, Freebrandz - Formati: Download digitale                                            | 2                 | 5                 | 41                |                |
| 2020                                                                                          | Slime & B (con Chris Brown) - Pubblicato: 5 maggio 2020 - Etichetta: 300, Atlantic, YSL, RCA, CBE - Formati: Download digitale, streaming                                         | 24                | 46                | 110               |                |
| "—" indica che l'opera non si è classificata o che non è stata pubblicata in quel territorio. | |                   |                   |                   |                |

## EP
| Anno                                                                                          | Titolo e dettagli | Posizione massima | Posizione massima |
| Anno                                                                                          | Titolo e dettagli | US                | CAN               |
| --------------------------------------------------------------------------------------------- | --- | ----------------- | ----------------- |
| 2017                                                                                          | Young Martha (con DJ Carnage) - Pubblicato: 22 settembre 2017 - Etichetta: YSL, 300, Heavyweight - Formati: Download digitale | —                 | —                 |
| 2018                                                                                          | Hear No Evil - Pubblicato: 13 aprile 2018 - Etichetta: YSL, 300, Atlantic - Formati: Download digitale                        | —                 | —                 |
| 2018                                                                                          | On the Rvn - Pubblicato: 24 settembre 2018 - Etichetta: YSL, 300, Atlantic - Formati: Download digitale                       | 17                | 27                |
| "—" indica che l'opera non si è classificata o che non è stata pubblicata in quel territorio. | |                   |                   |

## Singoli

### Come artista principale
| Anno                                                                                          | Singolo                                                          | Classifiche | Classifiche | Classifiche | Classifiche | Certificazioni                                                        | Album                                   |
| Anno                                                                                          | Singolo                                                          | US          | CAN         | FRA         | UK          | Certificazioni                                                        | Album                                   |
| --------------------------------------------------------------------------------------------- | ---------------------------------------------------------------- | ----------- | ----------- | ----------- | ----------- | --------------------------------------------------------------------- | --------------------------------------- |
| 2014                                                                                          | Stoner                                                           | 47          | —           | —           | —           | - US: Oro                                                             | N.D.                                    |
| 2014                                                                                          | 2 Bitches                                                        | —           | —           | —           | —           |                                                                       | N.D.                                    |
| 2014                                                                                          | Old English (con ASAP Ferg e Freddie Gibbs)                      | —           | —           | —           | —           | - US: Oro                                                             | Mass Appeal Vol. 1                      |
| 2015                                                                                          | Check                                                            | 100         | —           | —           | —           | - US: Platino - CAN: Oro                                              | Barter 6                                |
| 2015                                                                                          | Constantly Hating (feat. Birdman)                                | —           | —           | —           | —           |                                                                       | Barter 6                                |
| 2015                                                                                          | Best Friend                                                      | 45          | —           | —           | —           | - US: Platino                                                         | Slime Season                            |
| 2016                                                                                          | Fuck Cancer (Boosie) (feat. Quavo)                               | —           | —           | —           | —           |                                                                       | I'm Up                                  |
| 2016                                                                                          | Gangster Shit                                                    | —           | —           | —           | —           |                                                                       | N.D.                                    |
| 2016                                                                                          | Pick Up the Phone (con Travis Scott feat. Quavo)                 | 43          | 62          | 95          | 181         | - US: 2× Platino - CAN: 3× Platino - UK: Oro                          | Jeffery Birds in the Trap Sing McKnight |
| 2017                                                                                          | Wyclef Jean                                                      | 87          | 96          | —           | —           | - US: Platino - CAN: Platino                                          | Jeffery                                 |
| 2017                                                                                          | Gang Up (con 2 Chainz e Wiz Khalifa e PnB Rock)                  | 113         | 86          | 64          | —           | - US: Oro                                                             | The Fate of the Furious: The Album      |
| 2017                                                                                          | Homie (con DJ Carnage feat. Meek Mill)                           | —           | —           | —           | —           |                                                                       | Young Martha                            |
| 2017                                                                                          | Liger (con DJ Carnage)                                           | —           | —           | —           | —           |                                                                       | Young Martha                            |
| 2017                                                                                          | Patek Water (con Future feat. Offset)                            | 50          | 39          | —           | —           |                                                                       | Super Slimey                            |
| 2018                                                                                          | Anybody (feat. Nicki Minaj)                                      | 89          | 99          | —           | —           | - US: Oro                                                             | Hear No Evil                            |
| 2019                                                                                          | The London (feat. J. Cole e Travis Scott)                        | 12          | 6           | —           | 18          | - US: 3× Platino - AUS: Platino - CAN: 2× Platino - NZ: Oro - UK: Oro | So Much Fun                             |
| 2019                                                                                          | Hot (feat. Gunna o remix feat. Gunna e Travis Scott)             | 11          | 18          | 119         | 52          | - US: Platino - CAN: Oro                                              | So Much Fun                             |
| 2020                                                                                          | Quarantine Clean (con Turbo e Gunna)                             | —           | —           | —           | —           |                                                                       | N.D.                                    |
| 2020                                                                                          | Go Crazy (con Chris Brown)                                       | 3           | 41          | —           | 10          | - US: Platino (3) - AUS: Platino (2) - NZ: Platino (2) - UK: Platino  | Slime & B                               |
| 2020                                                                                          | Say You Love Me (con Chris Brown)                                | —           | —           | —           | —           |                                                                       | Slime & B                               |
| 2020                                                                                          | Stay Down (con Lil Durk e 6lack)                                 | 73          | 94          | —           | —           |                                                                       | The Voice                               |
| 2020                                                                                          | Take It to Trial (con Young Stoner Life e Gunna feat. Yak Gotti) | 102         | —           | —           | —           |                                                                       | Slime Language 2                        |
| 2021                                                                                          | Bad Boy (con Juice Wrld)                                         | 22          | 13          | —           | 31          | - CAN: Oro                                                            | N.D.                                    |
| 2021                                                                                          | That Go! (con Young Stoner Life e Meek Mill feat. T-Shyne)       | 109         | —           | —           | —           |                                                                       | Slime Language 2                        |
| 2021                                                                                          | Better Believe (con Belly e The Weeknd)                          | —           | —           | —           | —           |                                                                       | See You Next Wednesday                  |
| 2021                                                                                          | Tick Tock                                                        | 97          | —           | —           | —           |                                                                       | N.D.                                    |
| 2021                                                                                          | Bubbly (con Drake e Travis Scott)                                | 20          | 22          | —           | 60          |                                                                       | Punk                                    |
| 2022                                                                                          | Potion (con Calvin Harris e Dua Lipa)                            | 71          | 31          | 99          | 16          | - AUS: Oro - UK: Argento                                              | Funk Wav Bounces Vol. 2                 |
| 2023                                                                                          | My Wrist (con Yeat)                                              | 106         | —           | —           | —           |                                                                       | N.D.                                    |
| 2023                                                                                          | Oh U Went (feat. Drake)                                          | 19          | 20          | —           | 65          |                                                                       | Business Is Business                    |
| 2023                                                                                          | From a Man                                                       | —           | —           | —           | —           |                                                                       | N.D.                                    |
| "—" indica che l'opera non si è classificata o che non è stata pubblicata in quel territorio. |                                                                  |             |             |             |             |                                                                       |                                         |

### Come artista ospite
| Anno                                                                                          | Singolo                                                                                | Classifiche | Classifiche | Classifiche | Classifiche | Certificazioni                                                                           | Album                     |
| Anno                                                                                          | Singolo                                                                                | US          | US R&B /HH  | AUS         | CAN         | Certificazioni                                                                           | Album                     |
| --------------------------------------------------------------------------------------------- | -------------------------------------------------------------------------------------- | ----------- | ----------- | ----------- | ----------- | ---------------------------------------------------------------------------------------- | ------------------------- |
| 2014                                                                                          | Hookah (Tyga feat. Young Thug)                                                         | 85          | 26          | —           | —           | - US: Platino                                                                            | N.D.                      |
| 2014                                                                                          | About the Money (T.I. feat. Young Thug)                                                | 42          | 12          | —           | —           | - US: Oro                                                                                | Paperwork                 |
| 2014                                                                                          | Lifestyle (Rich Gang feat. Young Thug e Rich Homie Quan)                               | 16          | 4           | —           | 65          | - US: Platino                                                                            | N.D.                      |
| 2014                                                                                          | Panoramic Roof (Gucci Mane feat. Young Thug)                                           | —           | —           | —           | —           |                                                                                          | The Purple Album          |
| 2014                                                                                          | Right Back (DJ Drama feat. Jeezy, Young Thug e Rich Homie Quan)                        | —           | —           | —           | —           |                                                                                          | Quality Street Music 2    |
| 2014                                                                                          | Take Kare (Rich Gang feat. Young Thug e Lil Wayne)                                     | —           | —           | —           | —           |                                                                                          | N.D.                      |
| 2014                                                                                          | Throw Sum Mo (Rae Sremmurd feat. Nicki Minaj e Young Thug)                             | 30          | 12          | —           | —           | - US: 2× Platino                                                                         | SremmLife                 |
| 2014                                                                                          | Mamacita (Travis Scott feat. Rich Homie Quan e Young Thug)                             | —           | —           | —           | —           |                                                                                          | Days Before Rodeo         |
| 2015                                                                                          | I Know There's Gonna Be (Good Times) (Jamie xx feat. Young Thug e Popcaan)             | —           | —           | 90          | —           | - UK: Argento                                                                            | In Colour                 |
| 2015                                                                                          | Rihanna (Yo Gotti feat. Young Thug)                                                    | —           | —           | —           | —           |                                                                                          | N.D.                      |
| 2015                                                                                          | Nun for Free (Zonnique feat. Young Thug)                                               | —           | —           | —           | —           |                                                                                          | N.D.                      |
| 2015                                                                                          | Bankrolls on Deck (Bankroll Mafia feat. T.I., Young Thug, Shad da God e PeeWee Roscoe) | —           | —           | —           | —           |                                                                                          | Bankroll Mafia            |
| 2016                                                                                          | Out My Face (Bankroll Mafia feat. T.I., Young Thug, Shad da God e London Jae)          | —           | —           | —           | —           |                                                                                          | Bankroll Mafia            |
| 2016                                                                                          | Minnesota (Lil Yachty feat. Quavo, Skippa Da Flippa e Young Thug)                      | 121         | 53          | —           | —           | - US: Oro                                                                                | Lil Boat                  |
| 2016                                                                                          | Slugs (Trae tha Truth feat. Young Thug)                                                | —           | —           | —           | —           |                                                                                          | Tha Truth, Pt. 2          |
| 2016                                                                                          | No Limit (Usher feat. Young Thug)                                                      | 32          | 9           | —           | —           |                                                                                          | Hard II Love              |
| 2016                                                                                          | Guwop Home (Gucci Mane feat. Young Thug)                                               | 123         | 51          | —           | —           |                                                                                          | Everybody Looking         |
| 2016                                                                                          | Been Thru a Lot (TM88 feat. Young Thug e Lil Yachty)                                   | —           | —           | —           | —           |                                                                                          | N.D.                      |
| 2016                                                                                          | Consuela (Belly feat. Young Thug e Zack)                                               | —           | —           | —           | —           |                                                                                          | Inzombia                  |
| 2016                                                                                          | Spend It (Remix) (Dae Dae feat. Young Thug e Young M.A)                                | —           | —           | —           | —           |                                                                                          | N.D.                      |
| 2016                                                                                          | I Swear (Wyclef Jean feat. Young Thug)                                                 | —           | —           | —           | —           |                                                                                          | J'ouvert                  |
| 2017                                                                                          | The Half (DJ Snake feat. Jeremih, Young Thug e Swizz Beatz)                            | —           | —           | —           | —           |                                                                                          | Encore                    |
| 2017                                                                                          | Trap Trap Trap (Rick Ross feat. Young Thug e Wale)                                     | 97          | 56          | —           | —           |                                                                                          | Rather You Than Me        |
| 2017                                                                                          | Heatstroke (Calvin Harris feat. Young Thug, Pharrell e Ariana Grande)                  | 96          | —           | 23          | 53          | - AUS: Oro - UK: Argento                                                                 | Funk Wav Bounces Vol. 1   |
| 2017                                                                                          | Bit Bak (Rich Gang feat. Young Thug e Birdman)                                         | —           | —           | —           |             |                                                                                          | N.D.                      |
| 2017                                                                                          | Havana (Camila Cabello feat. Young Thug)                                               | 1           | —           | 1           | 1           | - USA: Diamante - AUS: Platino (10) - CAN: Diamante - ITA: Platino (4) - UK: Platino (4) | Camila                    |
| 2017                                                                                          | High End (Chris Brown feat. Future e Young Thug)                                       | 82          | 32          | —           | 57          | - US: Oro                                                                                | Heartbreak on a Full Moon |
| 2018                                                                                          | Ride for Me (A-Trak e Falcons feat. Young Thug e 24hrs)                                | —           | —           | —           | —           |                                                                                          | N.D.                      |
| 2018                                                                                          | Studio (Jacquees feat. Young Thug)                                                     | —           | —           | —           | —           |                                                                                          | 4275                      |
| 2018                                                                                          | The Weekend (T.I. feat. Young Thug)                                                    | —           | —           | —           | —           |                                                                                          | Dime Trap                 |
| 2018                                                                                          | Fetish (Lil Keed feat.Young Thug)                                                      | —           | —           | —           | —           |                                                                                          | N.D.                      |
| 2019                                                                                          | Proud of Me (Lil Keed feat. Young Thug)                                                | —           | —           | —           | —           |                                                                                          | Long Live Mexico          |
| 2019                                                                                          | Goodbyes (Post Malone feat. Young Thug)                                                | 3           | 2           | 5           | 5           | - USA: Platino (3) - AUS: Platino (3) - CAN: Platino (7) - ITA: Platino - UK: Platino    | Hollywood's Bleeding      |
| 2019                                                                                          | Old Town Road (Remix) (Lil Nas X feat. Billy Ray Cyrus, Young Thug e Mason Ramsey)     | —           | —           | —           | —           |                                                                                          | N.D.                      |
| 2019                                                                                          | Verify (Jacquees feat. Young Thug e Gunna)                                             | —           | —           | —           | —           |                                                                                          | King of R&B               |
| 2019                                                                                          | Chariot (Calboy feat. Lil Durk, Meek Mill e Young Thug)                                | —           | 52          | —           | —           | - US: Oro                                                                                | Wildboy                   |
| 2019                                                                                          | Move (Skippa da Flippa feat. Young Thug)                                               | —           | —           | —           | —           |                                                                                          | N.D.                      |
| 2020                                                                                          | Yell Oh (Trippie Redd feat. Young Thug)                                                | —           | —           | —           | —           |                                                                                          | A Love Letter to You 4    |
| 2020                                                                                          | Give No Fxk (Migos feat. Travis Scott e Young Thug)                                    | 48          | 19          | —           | 60          |                                                                                          | TBA                       |
| 2020                                                                                          | Out West (JackBoys eTravis Scott feat. Young Thug)                                     | 38          | 15          | 79          | 29          | - US: Platino                                                                            | JackBoys                  |
| 2020                                                                                          | Bullets with Names (Machine Gun Kelly feat. Young Thug, RJmrLA e Lil Duke)             | —           | —           | —           | —           |                                                                                          | N.D.                      |
| 2020                                                                                          | Compensating (Aminé feat. Young Thug)                                                  | —           | —           | —           | —           |                                                                                          | Limbo                     |
| 2020                                                                                          | Dollaz on My Head (Gunna feat. Young Thug)                                             | 38          | 15          | —           | 53          |                                                                                          | Wunna                     |
| 2020                                                                                          | Blind (DaBaby feat. Young Thug)                                                        | 78          | 31          | —           | 82          |                                                                                          | Blame It on Baby          |
| 2020                                                                                          | Ring (T.I. feat. Young Thug)                                                           | 117         | —           | —           | —           |                                                                                          | The L.I.B.R.A.            |
| 2020                                                                                          | Franchise (Travis Scott feat. Young Thug e M.I.A. / remix anche feat. Future)          | 1           | 1           | 31          | 16          | - US: Oro                                                                                | N.D.                      |
| 2020                                                                                          | Don't Stop (Megan Thee Stallion feat. Young Thug)                                      | 30          | 14          | —           | 97          |                                                                                          | Good News                 |
| 2020                                                                                          | Jimmy Choo (Karlae feat. Young Thug e Gunna)                                           | —           | —           | —           | —           |                                                                                          | N.D.                      |
| 2021                                                                                          | Talk About Love (Zara Larsson feat. Young Thug)                                        | —           | —           | —           | —           |                                                                                          | Poster Girl               |
| 2021                                                                                          | Blue Emerald (Rich Gang feat. Young Thug)                                              | —           | —           | —           | —           |                                                                                          | N.D.                      |
| 2021                                                                                          | Way 2 Sexy (Drake feat. Future e Young Thug)                                           | 1           | 1           | 7           | 3           | - AUS: Oro - ITA: Oro - UK: Argento                                                      | Certified Lover Boy       |
| 2024                                                                                          | Kisses Make Sure (Strick e James Blake feat. Young Thug)                               | —           | —           | —           | —           |                                                                                          | N.D.                      |
| 2024                                                                                          | Bless (Lil Wayne e Wheezy feat. Young Thug)                                            | —           | —           | —           | —           |                                                                                          | Weezy vs. Wheezy          |
| "—" indica che l'opera non si è classificata o che non è stata pubblicata in quel territorio. |                                                                                        |             |             |             |             |                                                                                          |                           |